# روي موديستو
روي موديستو (بالبرتغالية: Rui Modesto) هو لاعب كرة قدم برتغالي، ولد في 7 أكتوبر 1999 في فينداس نوفاس في البرتغال.

## وصلات خارجية
- روي موديستو على موقع قاعدة بيانات كرة القدم.إي يو (الإنجليزية)
- روي موديستو على موقع ناشيونال فوتبول تيمز (الإنجليزية)
- روي موديستو على موقع Soccerway.com (الإنجليزية)